# Claire Bové
Pour les articles homonymes, voir Bové.
Claire Bové, née le 3 juin 1998 à Aubergenville (Yvelines), est une rameuse d'aviron française formée à l'Aviron de Meulan Les Mureaux Hardricourt (AMMH) et licenciée à l'Association sportive mantaise (Mantes-la-Jolie) depuis 2020.

## Carrière
Elle remporte avec Laura Tarantola (Aviron grenoblois) la médaille d'argent en deux de couple poids légers aux Championnats d'Europe d'aviron 2019 à Lucerne, puis aux Jeux olympiques de Tokyo en 2021.

## Famille
Elle est la fille de la rameuse Christine Liégeois, vice-championne du monde de deux de couple poids légers. Son père Vincent a pratiqué l'aviron au niveau national et international (médaille de bronze aux championnats du monde Juniors en 1983 et plusieurs fois sélectionné en équipe de France Espoirs) avant de devenir entraîneur. Son frère Ivan est aussi un rameur plusieurs fois sélectionné en équipe de France et spécialiste de l'aviron de mer, troisième au World Rowing Beach 2019.

## Palmarès

### Jeux olympiques
- 2021 à Tokyo,  Japon
  -  Médaille d'argent en deux de couple poids légers

### Championnats d'Europe
- 2019 à Lucerne,  Suisse
  -  Médaille d'argent en deux de couple poids légers
- 2021 à Varèse,  Italie
  -  Médaille de bronze en skiff poids légers
- 2022 à Munich,  Allemagne
  -  Médaille d'argent en deux de couple poids légers
- 2023 à Bled,  Slovénie
  -  Médaille de bronze en deux de couple poids légers

## Décorations
- Chevalier de l'ordre national du Mérite le 8 septembre 2021[4]